# 189. rezervní divize (Wehrmacht)
189. rezervní divize (německy 189. Reserve-Division) byla pěší divize německé armády (Wehrmacht) za druhé světové války.

## Historie
Divize byla založena 26. září 1942 ve Friedbergu a umístěna do střední Francie. 6. prosince 1942 byla divize přejmenována na 89. pěší divizi (B). 20. března 1943 byla 89. pěší divize (B) přeskupena a přejmenována zpět na 189. rezervní divizi. Po vylodění Spojenců v Normandii v létě 1944 divize utrpěla těžké ztráty. 8. října 1944 byla na horním Rýně 189. rezervní divize přejmenována na 189. pěší divizi a přeskupena. V únoru 1945 byla 189. pěší divize rozbita při bojích v Alsasku.
Plánované obnovení 189. pěší divize bylo 24. března 1945 přerušeno.